# 黄腺掌突蟾
黄腺掌突蟾（学名：Leptobrachella flaviglandulosa），一种于中华人民共和国云南省西畴县小桥沟自然保护区发现的两栖动物，隶属于角蟾科掌突蟾属。

## 形态特征
黄腺掌突蟾体型较小，雄蟾体长22.99～26.97毫米，雌蟾体长29.30毫米左右。身体背部呈棕色，散布着小的黄褐色疣粒；身体腹面为白色，边缘有黑色斑点；虹膜上半部分为金橙色，下半部分为淡灰色。

## 保护
本种于2023年被收录入《有重要生态、科学、社会价值的陆生野生动物名录》。